# Hadena thecaphaga
Hadena thecaphaga là một loài bướm đêm trong họ Noctuidae.